# Lorenzstraße (Hof)
Die Lorenzstraße liegt in der Innenstadt in der kreisfreien Stadt Hof in Bayern.

## Lage
Die Lorenzstraße liegt südlich der Altstadt. Sie ist die Verbindung zwischen Saale, Bahnhofsviertel und Altstadt.

## Sehenswürdigkeiten und Straßenbild
Die wichtigsten Sehenswürdigkeiten sind die Marienkirche und die namensgebende Lorenzkirche. Die Marienkirche steht am nördlichen Ende am Übergang in die Altstadt. Die Lorenzkirche wurde auf einem Hügel im Süden der Straße erbaut. Sie ist die älteste Kirche der Stadt. Daneben befindet sich das Inkurabel, eines der ältesten Gebäude der Stadt.

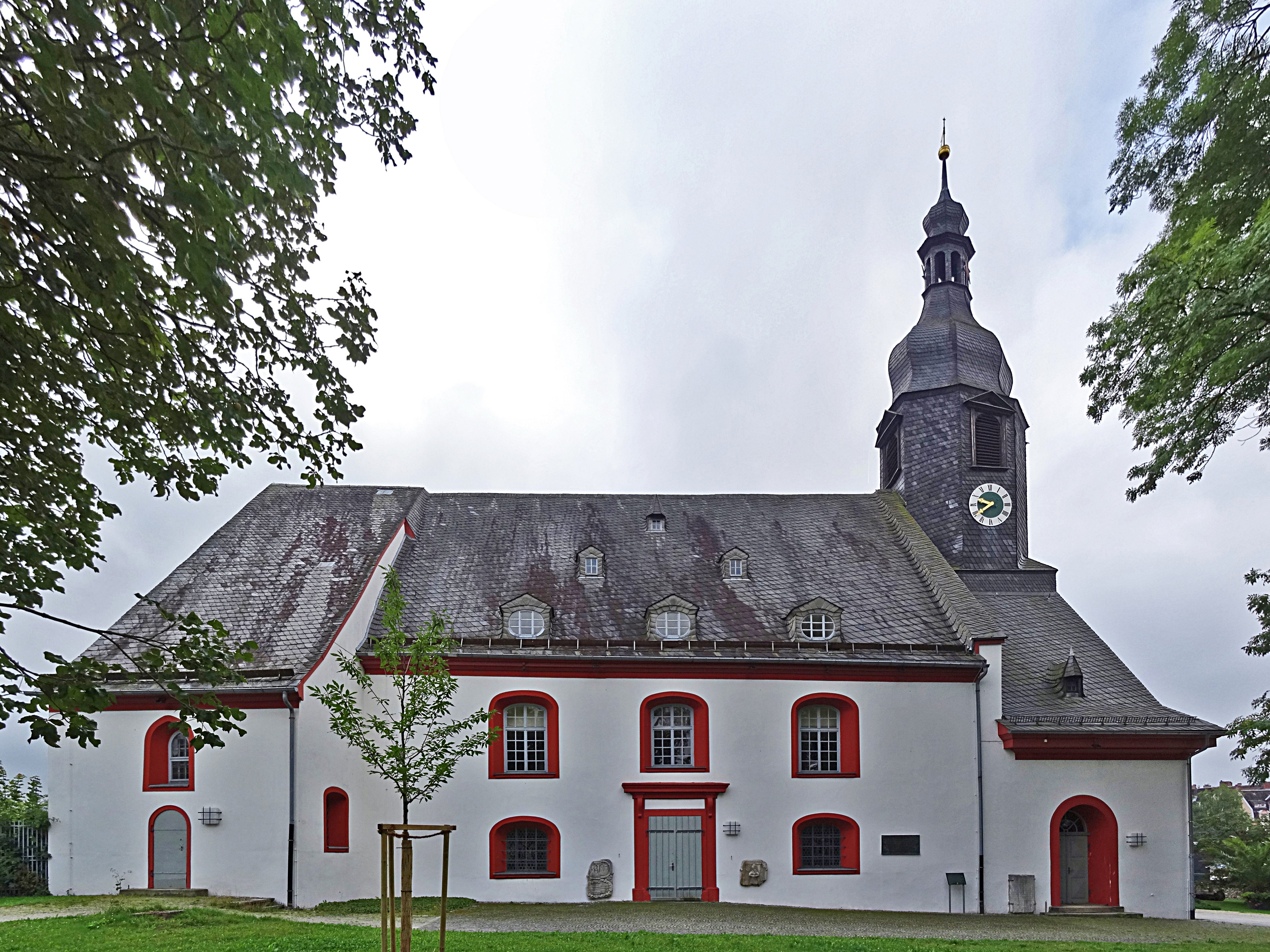
St. Lorenz
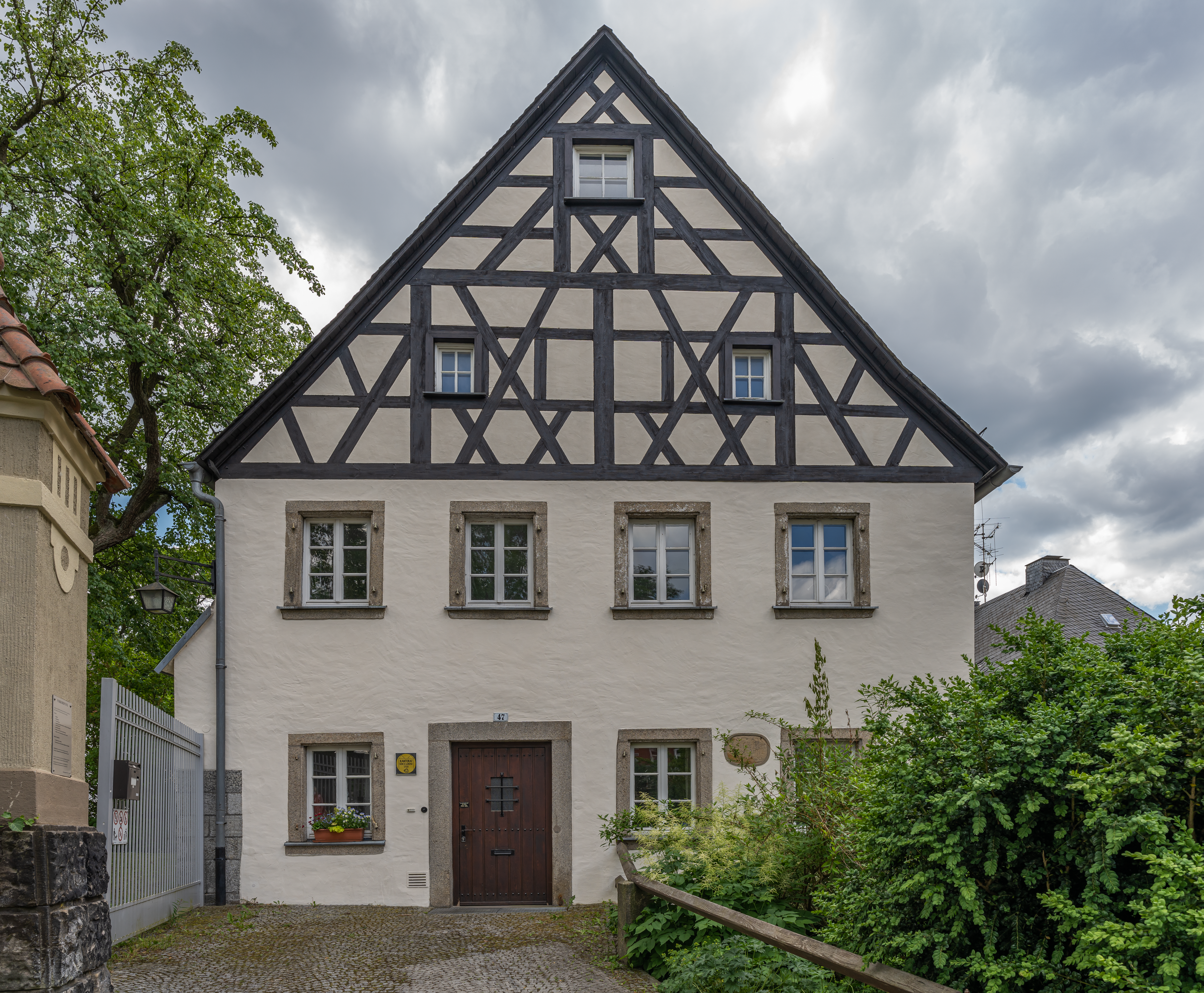
Kantorei St. Lorenz
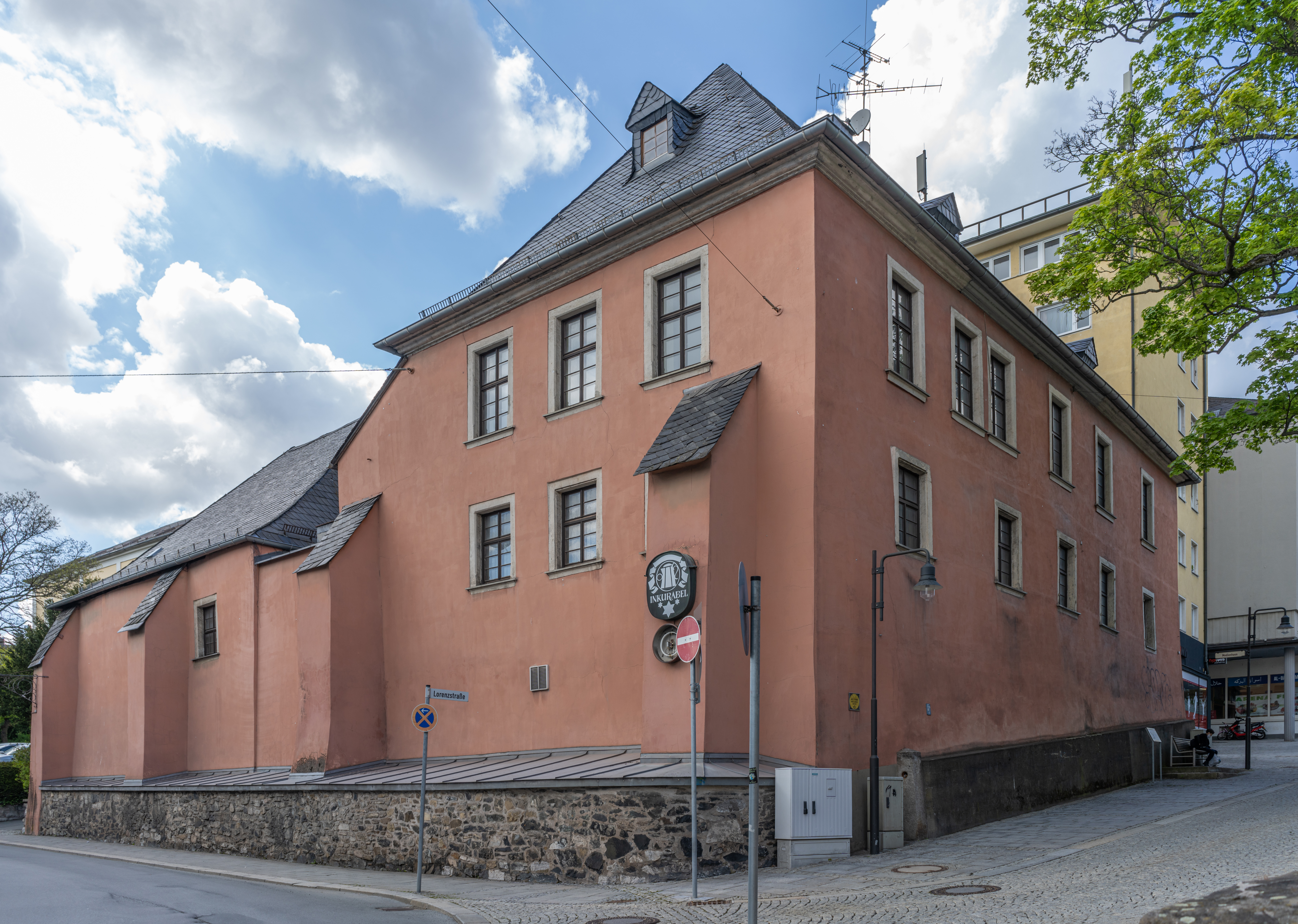
Inkurabel
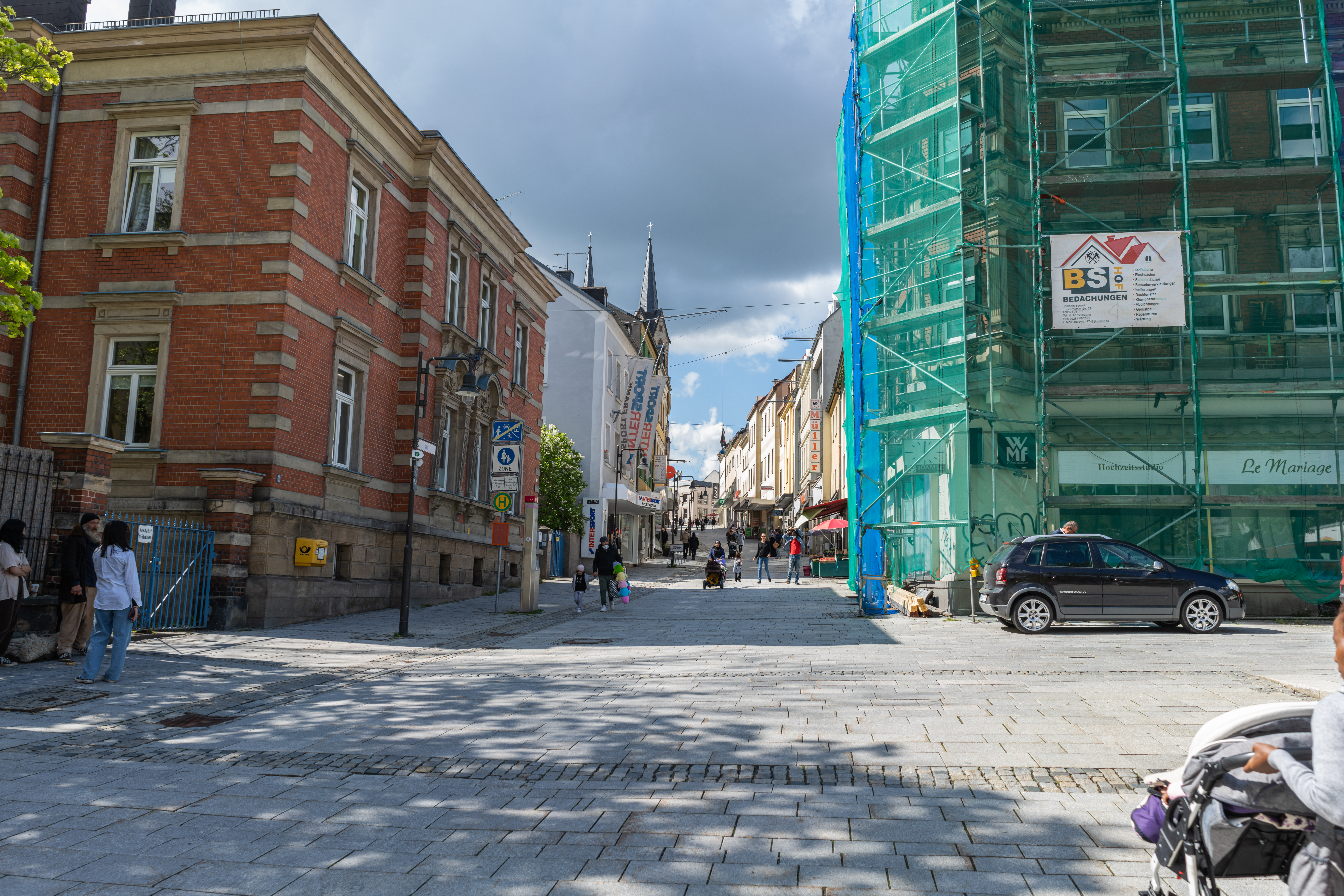
Lorenzstraße von Süden
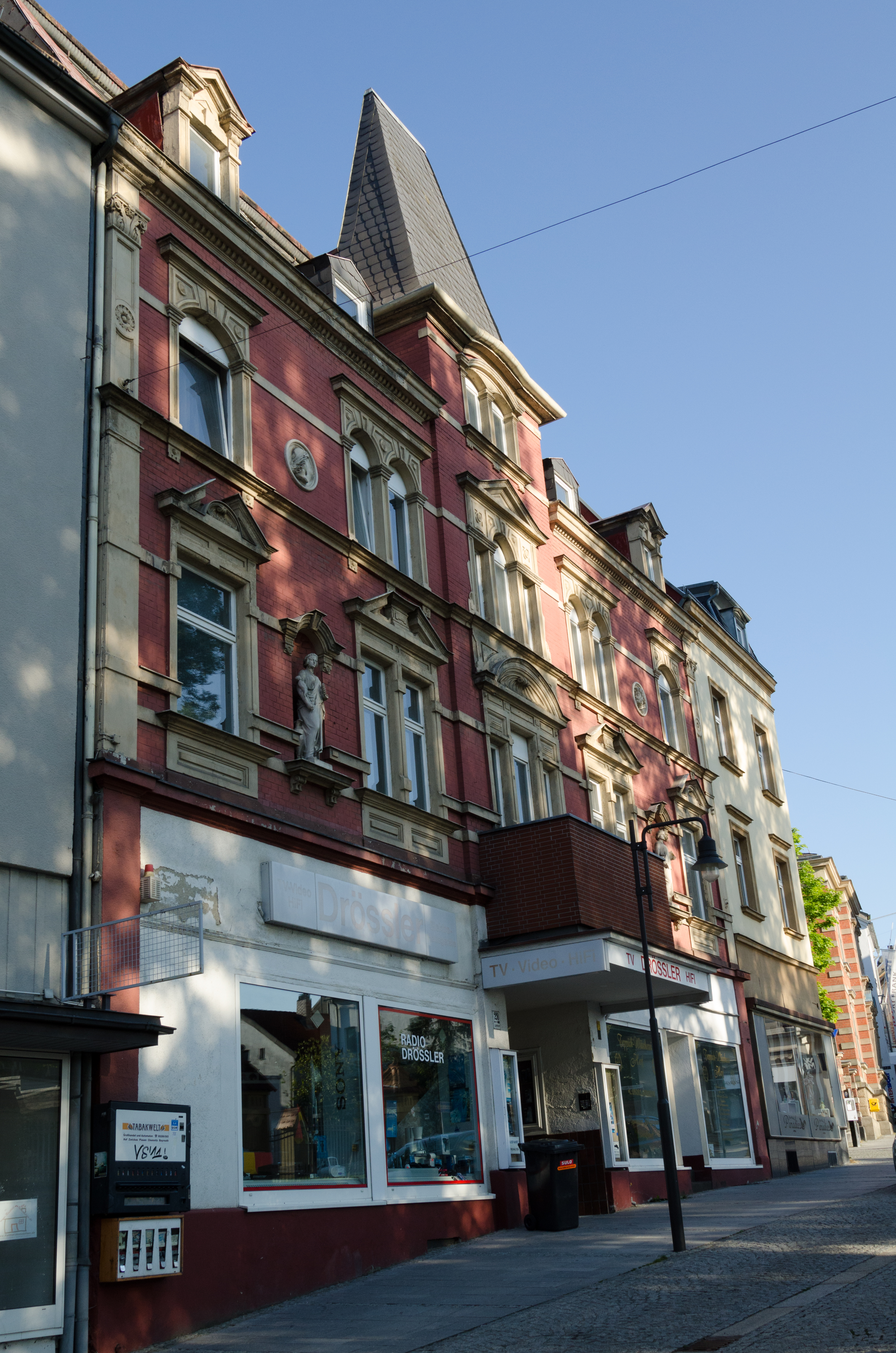
Stadthaus Lorenzstraße 28
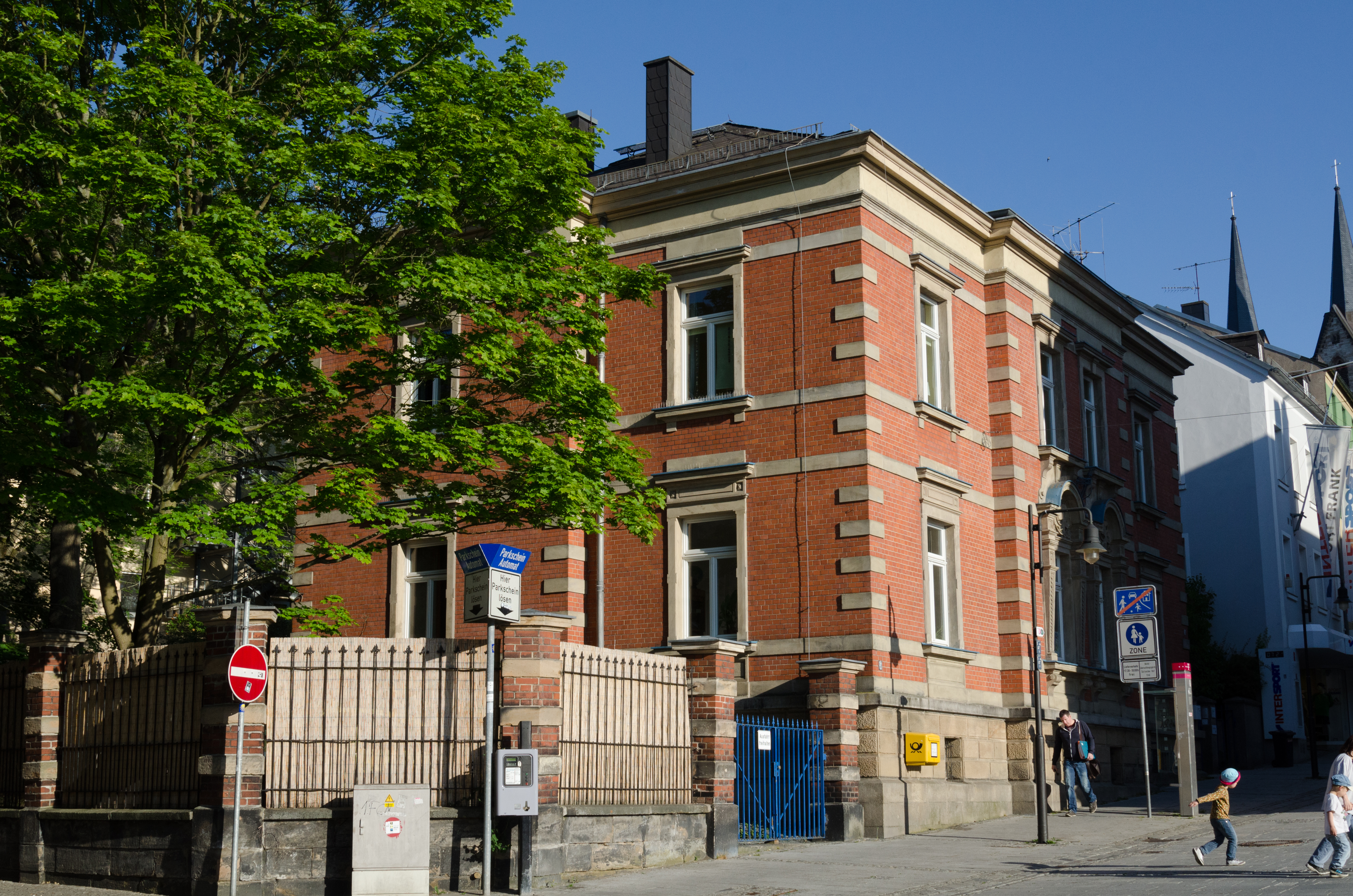
Stadthaus Lorenzstraße 24
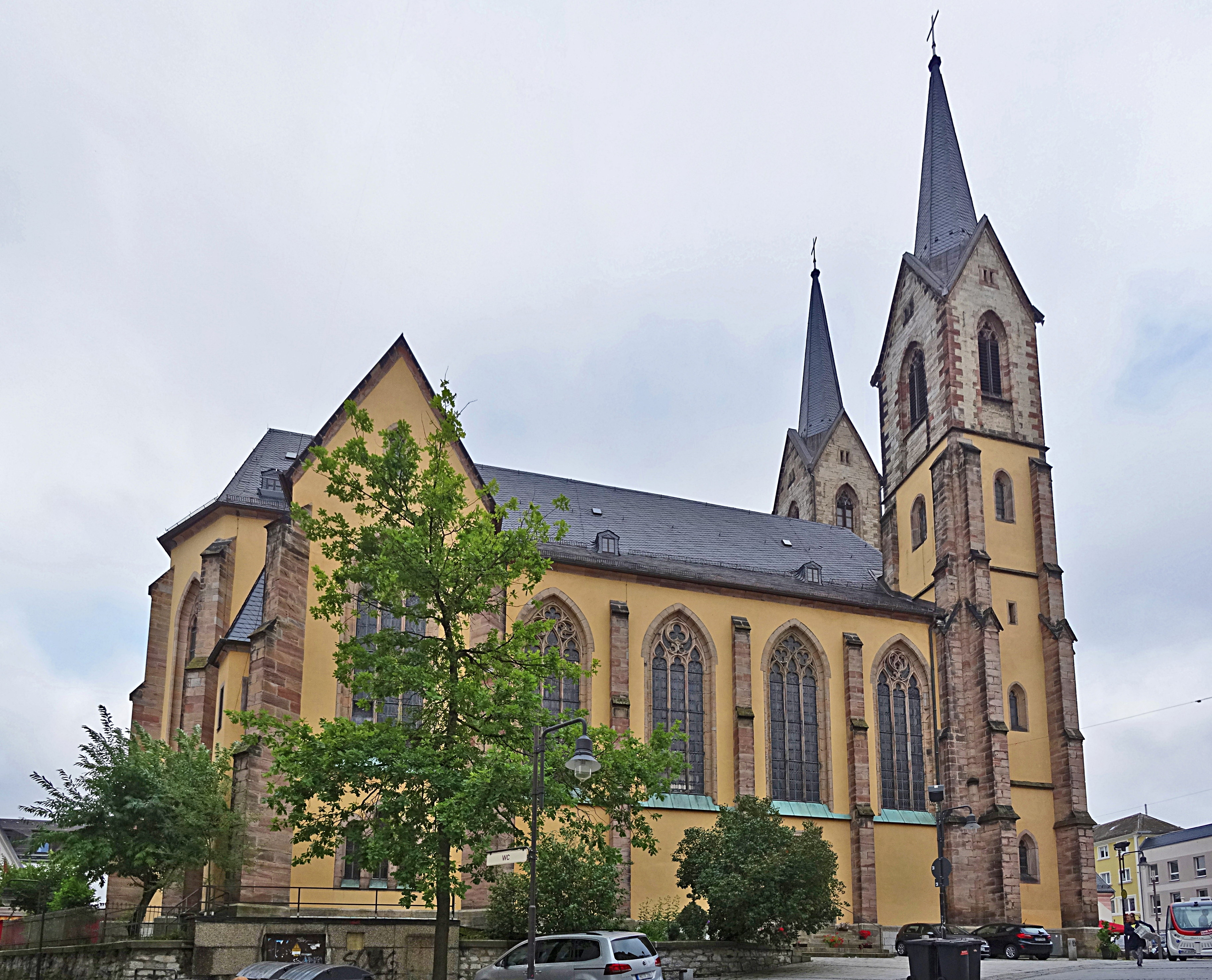
St. Marien von der Lorenzstraße aus
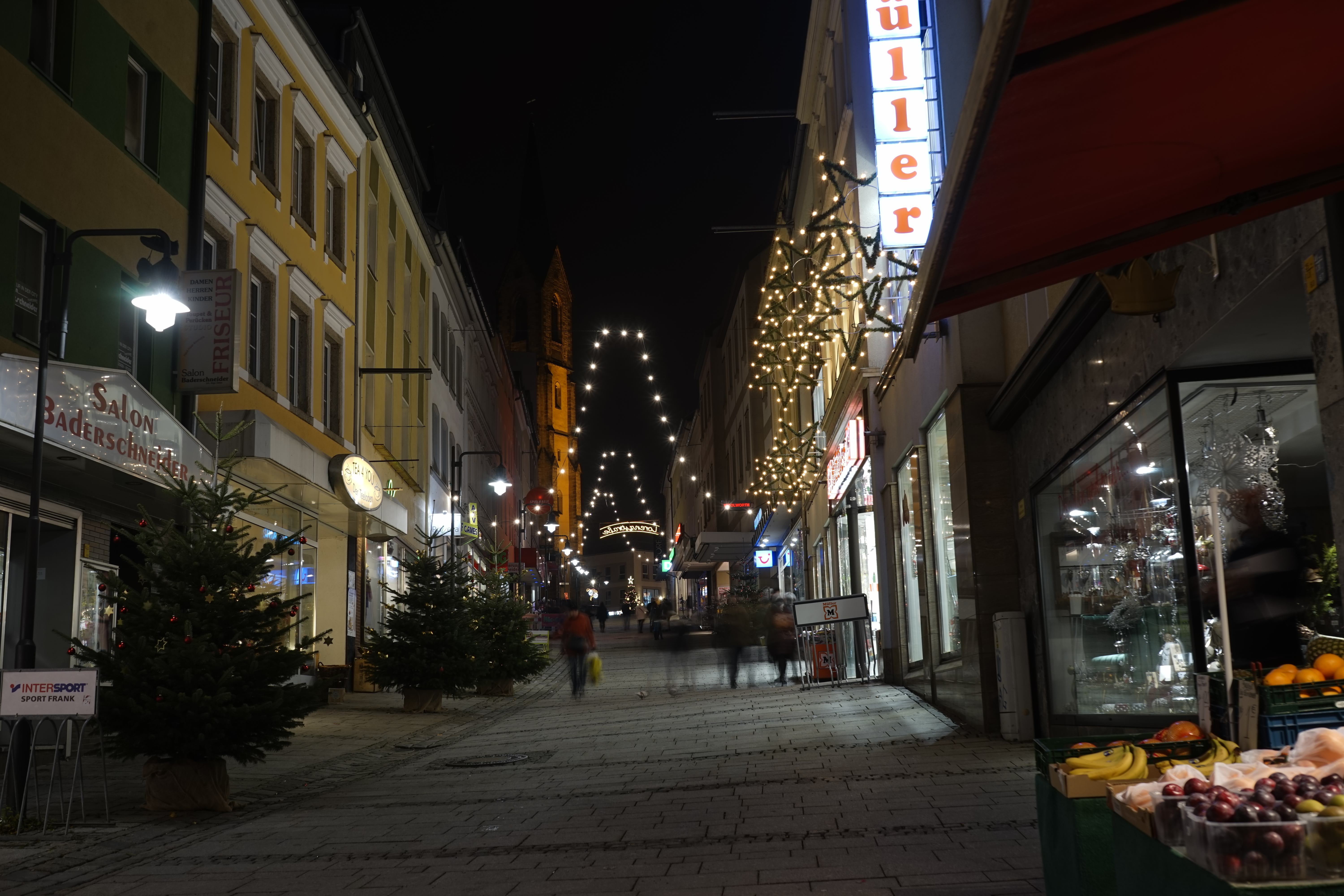
Weihnachtliche Lorenzstraße

## Heutige Nutzung
Die Lorenzstraße ist ähnlich wie die Altstadt eine zentrale Einkaufsstraße in Hof. In der Straße gibt es mehrere Kaufhäuser, wie Müller und Woolworth, sowie andere Geschäfte wie Intersport.
Wie die Altstadt ist der obere Teil der Lorenzstraße mit vielen Geschäften in der Fußgängerzone ausgestattet.